# Старый Карайгер
Старый Карайгер — деревня в Кувандыкском городском округе Оренбургской области.

## География
Находится на левом берегу Сакмары на расстоянии примерно 11 километров по прямой на запад от окружного центра города Кувандык.

## Климат
Климат умеренно континентальный. Времена года выражены чётко. Среднегодовая температура по району изменяется от +4,0 °C до +4,8 °C. Самый холодный месяц года — январь, среднемесячная температура около −20,5…−35 °C. Атмосферных осадков за год выпадает от 300 до 450—550 мм, причём большая часть приходится на весенне-летний период (около 70 %). Снежный покров довольно устойчив, продолжительность его, в среднем, 150 дней.

## История
Основана в последней трети XIX столетия. Есть основания думать, что сюда прибыли переселенцы из Бузулукского уезда Самарской губернии. В списках 1901 года — хутор Кара-Айгырский. Наименование селение получило по здешнему оврагу Кара-Айгыр. В переводе с башкирского этот топоним означает «Черный жеребец». В 1924 или 1925 году от хутора отделился выселок, который расположился в 5 км выше по Сакмаре. С той поры новое поселение стали именовать Новый Карайгер (ныне Карайгер), а старое — Старый Карайгер. До 2016 года входила в Краснознаменский сельсовет Кувандыкского района, после реорганизации этих муниципальных образований в составе Кувандыкского городского округа.

## Население
Постоянное население составляло 11 человек в 2002 году (русские 73 %), 6 в 2010 году.